# Clare Weiskopf
Clare Weiskopf es una directora, productora, guionista y periodista colombiana de origen británico, ganadora en dos ocasiones del Premio Nacional de Periodismo Simón Bolívar por su labor en el programa de televisión Especiales Pirry. Ha dirigido dos largometrajes, los documentales Amazona (2017) y Homo Botanicus (2019).

## Carrera
Junto a su equipo de trabajo en el programa de televisión Especiales Pirry, Weiskopf obtuvo su primer Premio de Periodismo Simón Bolívar en el año 2009 con el reportaje Paramilitarismo en Colombia: los años en que vendimos el alma. Dos años después ganó su segundo galardón por Becerro: verdugo de Bojayá.
En 2012 se desempeñó como directora general de la serie documental Crónicas del fin del mundo, transmitida por el canal RCN. Años después debutó como directora de cine con el documental Amazona, en el que relata la historia de su madre, Valeria Meikle, y su viaje a la Amazonia colombiana tras el fallecimiento de una de sus hijas. En 2019 se estrenó el documental Homo Botanicus, dirigido por Guillermo Quintero y producido por Weiskopf.

## Filmografía

### Como directora
- 2016 - Amazona
- 2022 - Alis

### Como guionista
- 2019 - Limbo
- 2022 - Alis

### Como productora
- 2016 - Amazona
- 2018 - Homo Botanicus
- 2022 - Alis